# أولا تويفونين

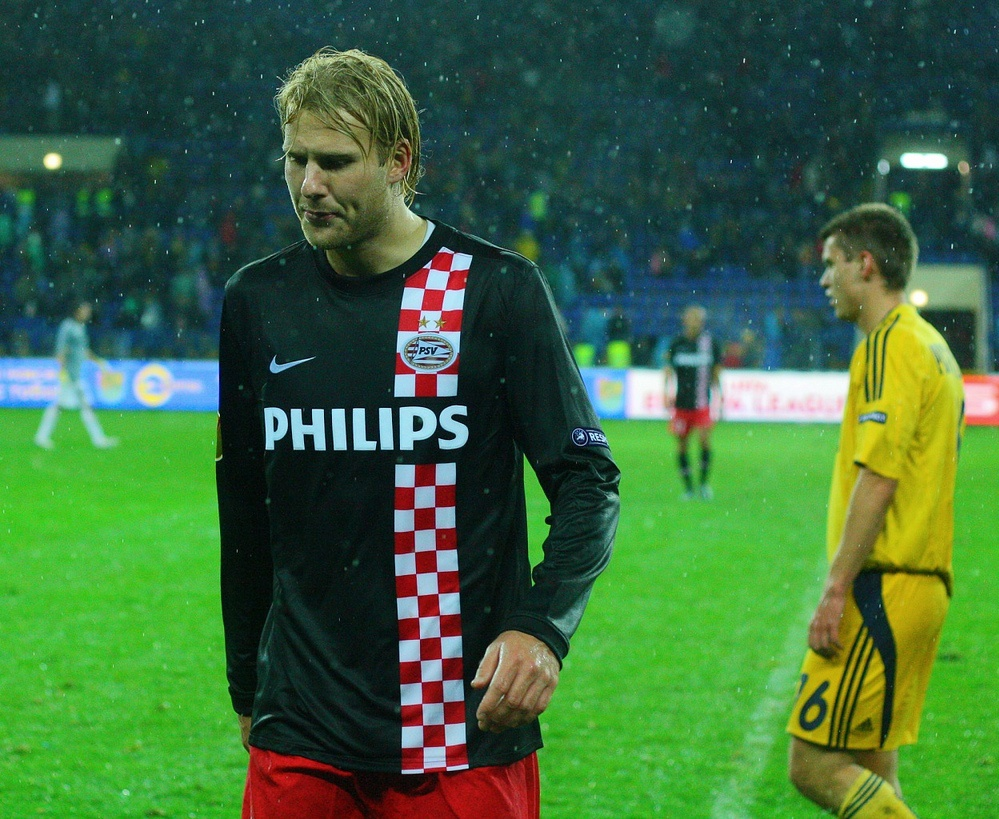

نيلز أولا تويفونين (بالسويدية: Nils Ola Toivonen) (مواليد 3 يوليو 1986 في ديغافوش، السويد) لاعب كرة قدم سويدي ذو أصول فنلندية يجيد اللعب في مركز المهاجم ويلعب حاليا في نادي آيندهوفن الهولندي منذ 2009.

## روابط خارجية
- أولا تويفونين على موقع الاتحاد الدولي (مؤرشف)  (الإنجليزية)
- أولا تويفونين على موقع الاتحاد الأوربي (الإنجليزية)
- أولا تويفونين على موقع اتحاد السويد (السويدية)
- أولا تويفونين على موقع إي إس بي إن إف سي (الإنجليزية)
- أولا تويفونين على موقع قاعدة بيانات كرة القدم.إي يو (الإنجليزية)
- أولا تويفونين على موقع ناشيونال فوتبول تيمز (الإنجليزية)
- أولا تويفونين على موقع Soccerbase.com (لاعب) (الإنجليزية)
- أولا تويفونين على موقع Soccerway.com (الإنجليزية)
- أولا تويفونين على موقع عالم كرة القدم.نت (الإنجليزية)
- أولا تويفونين على موقع AS.com (الإسبانية)